# Protáhnutí pod kýlem

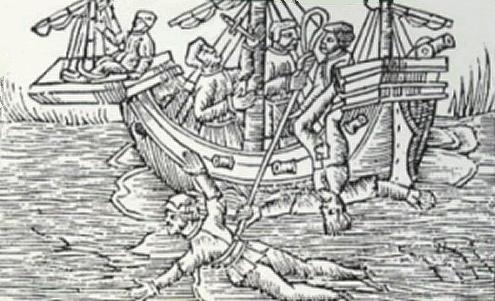
Vyobrazení trestání protažením pod kýlem v době Tudorovců

Protáhnutí pod kýlem byl druh trestu používaný v námořnictvu. Zpravidla končil smrtí odsouzeného. Dotyčný byl pomocí kladky (opakovaně) protažen pod trupem lodi. Drsný povrch lodního boku a dna odsouzenému sedřel kůži a ve většině případů skončil utonutím.

## Historie
Provedení trestu je zobrazeno již na řecké váze asi z 5. století př. n. l. Používal se také v nizozemském námořnictvu, pravděpodobně již od středověku. Je zmíněn v Discourse kapitána Botelera ze 17. století, podle kterého mohl být trest proveden vícekrát za sebou. Dále se o něm píše v námořní encyklopedii Williama Falconera z 18. století.